# Štitnjak
Štitnjak is een plaats in de gemeente Požega in de Kroatische provincie Požega-Slavonië. De plaats telt 59 inwoners (2001).